# Hero No. 1
Pour les articles homonymes, voir Hero No.1.
Pour plus de détails, voir Fiche technique et Distribution.
Hero N°1 est un film indien réalisé par David Dhawan, sorti en 21 février 1997.

## Synopsis
Rajesh Malhotra (Govinda) est le fils d'un riche homme d'affaires, Dhanraj Malhotra (Kader Khan). Toutefois, malheureux car son père ne le laisse pas vivre à sa façon, il décide d'aller en Europe. Meena (Karishma Kapoor) est la petite-fille de Dinanath (Paresh Rawal) et a obtenu une bourse pour étudier en Europe. Rajesh et Meena se rencontrent et tombent amoureux. Dhanraj Malhotra se rend en Europe à la recherche de son fils dont il découvre les sentiments et tous rentrent en Inde pour que les jeunes gens puissent se marier.
Cependant, alors que Mr Malhotra s’apprête à rencontrer la famille de la bien-aimée de son fils pour discuter mariage, il éclabousse accidentellement un piéton qui se révèle être le grand-père de Meena. Celui-ci, furieux, refuse la proposition de mariage.
C'est alors que, profitant de ce que la famille de Dinanath cherche un nouveau serviteur, Rajesh se fait embaucher sous le nom de Raju. Il se rend rapidement indispensable, résolvant les problèmes de chacun par sa débrouillardise. 

## Distribution
- Govinda : Rajesh
- Karisma Kapoor : Meena
- Kader Khan : Dhanraj

## Box office
Le film est un super hit au box office indien avec plus de 680 440 000 de roupies.

## Information autour du film
Le clips de la chanson Sona kitna sona hai a été vues plus de 3,9 millions de fois sur YouTube ce qui est un record pour un film hindi sorti en 1997.